# The Soul of Buddha
The Soul of Buddha er en amerikansk stumfilm fra 1918 af J. Gordon Edwards.

## Medvirkende
- Theda Bara - Bava
- Victor Kennard - Ysora
- Florence Martin
- Tony Merlo - M. Romaine
- Jack Ridgeway